# Annihilation

Feynmandiagramm der Annihilation eines Elektrons e^{−} mit einem Positron e^{+}. Der Ort ist in diesem Diagramm von links nach rechts aufgetragen, die Zeit von unten nach oben. Elektron und Positron vernichten sich gegenseitig. Nach der Annihilation verbleiben zwei Photonen.

In der Elementarteilchenphysik versteht man unter Annihilation (lateinisch annihilatio „das Zunichtemachen“) den Prozess der Paarvernichtung (auch: Paarzerstrahlung, kurz auch Zerstrahlung), bei dem ein Elementarteilchen und sein Antiteilchen sich zusammen in andere Teilchen verwandeln. In vielen Fällen kommt es zu einer vollständigen Umsetzung ihrer Massen, zuzüglich ihrer kinetischen Energie, in elektromagnetische Strahlungsenergie.
Der der Annihilation entgegengesetzte Prozess ist die Paarerzeugung, die Bildung eines Teilchen-Antiteilchen-Paares aus anderer Energie als derjenigen einer Paarvernichtung, z. B. die Umwandlung eines Photons im Feld eines schweren Kerns in ein Elektron und ein Positron.

## Hochenergiephysik-Forschung
In Experimenten an Collider-Anlagen lässt man zu Forschungszwecken Elektronen mit Positronen gleicher und sehr hoher Bewegungsenergie, aber entgegengesetzter Flugrichtung zusammenstoßen. Das Gleiche ist auch mit Protonen und Antiprotonen möglich. Wegen der günstigen Kinematik solcher Colliding-Beam-Experimente steht neben den Ruheenergien auch fast die gesamte Bewegungsenergie der beiden Teilchen für Umwandlungen zur Verfügung.

## Positron-Elektron-Vernichtung in Materie
Positronen geringerer Energie kommen als Betastrahlung und als Zerfallsprodukt von positiven Myonen der sekundären kosmischen Strahlung vor. Ein solches Positron wird beim Eintritt in Materie zunächst durch Stöße abgebremst und kann dann mit einem der dort vorhandenen Elektronen ein Positronium-„Atom“ bilden. Wenn der Spin des Positrons entgegengesetzt zu dem des Elektrons ausgerichtet ist (Parapositronium), dann zerfällt das Positronium mit einer Halbwertszeit der Größenordnung 0,1 ns in zwei Photonen. Die Annihilation ist jedoch auch direkt ohne Bildung eines gebundenen Positroniumzustands möglich.
Sind Impuls und kinetische Energie des Positroniums vernachlässigbar klein, dann ist der Winkel zwischen den Emissionsrichtungen der beiden Photonen genau 180° und die Energie jedes Photons 511 keV, die Ruheenergie von Elektron oder Positron. Falls das System vor der Vernichtung jedoch einen Impuls besitzt, wird dieser auf die Photonen übertragen, so dass sie nicht im Winkel von 180° ausgesandt werden. Die Differenz des tatsächlichen Winkels zu 180° ist der Winkel {\displaystyle \theta } mit
{\displaystyle \tan {\theta }={\frac {p_{T}}{m_{e}c}}},
wobei {\displaystyle p_{T}} die transversale Komponente des Impulses des Positroniums vor der Vernichtung gegenüber der Emissionsrichtung, {\displaystyle m_{e}} die Elektronenmasse und {\displaystyle c} die Lichtgeschwindigkeit ist. Da das Positronium in diesem Fall auch kinetische Energie besitzt, tritt der Dopplereffekt auf, so dass die beiden Photonenenergien gegenüber 511 keV etwas verschoben sind. In der Praxis ist dadurch diese 511-keV-Linie, wenn man sie in einem Gammaspektrometer beobachtet, im Vergleich zu anderen Spektrallinien stets deutlich verbreitert. 
Das Orthopositronium zerfällt nicht in zwei, sondern drei (oder selten noch mehr) Photonen. Diese haben keine diskreten Energien, sondern ein kontinuierliches Energiespektrum.

### Anwendungen der Positron-Elektron-Annihilationsstrahlung
In der Festkörperphysik wird die Annihilationsstrahlung von 511 keV verwendet, um die Lebensdauer der Positronen in Festkörpern zu ermitteln. Die Lebensdauer ist abhängig von der lokalen Elektronendichte und damit charakteristisch für bestimmte Kristalldefekte. Sie wird deshalb zur Identifizierung von Leerstellen genutzt. Auch die Messung der genannten Dopplerverbreiterung erlaubt eine Identifikation von Kristalldefekten und auch eine Analyse ihrer chemischen Umgebung oder Zusammensetzung.
Medizinisch wird die Annihilationsstrahlung (Vernichtungsstrahlung) bei dem bildgebenden Verfahren Positronen-Emissions-Tomographie genutzt.